# Ulica Kolejowa w Warszawie

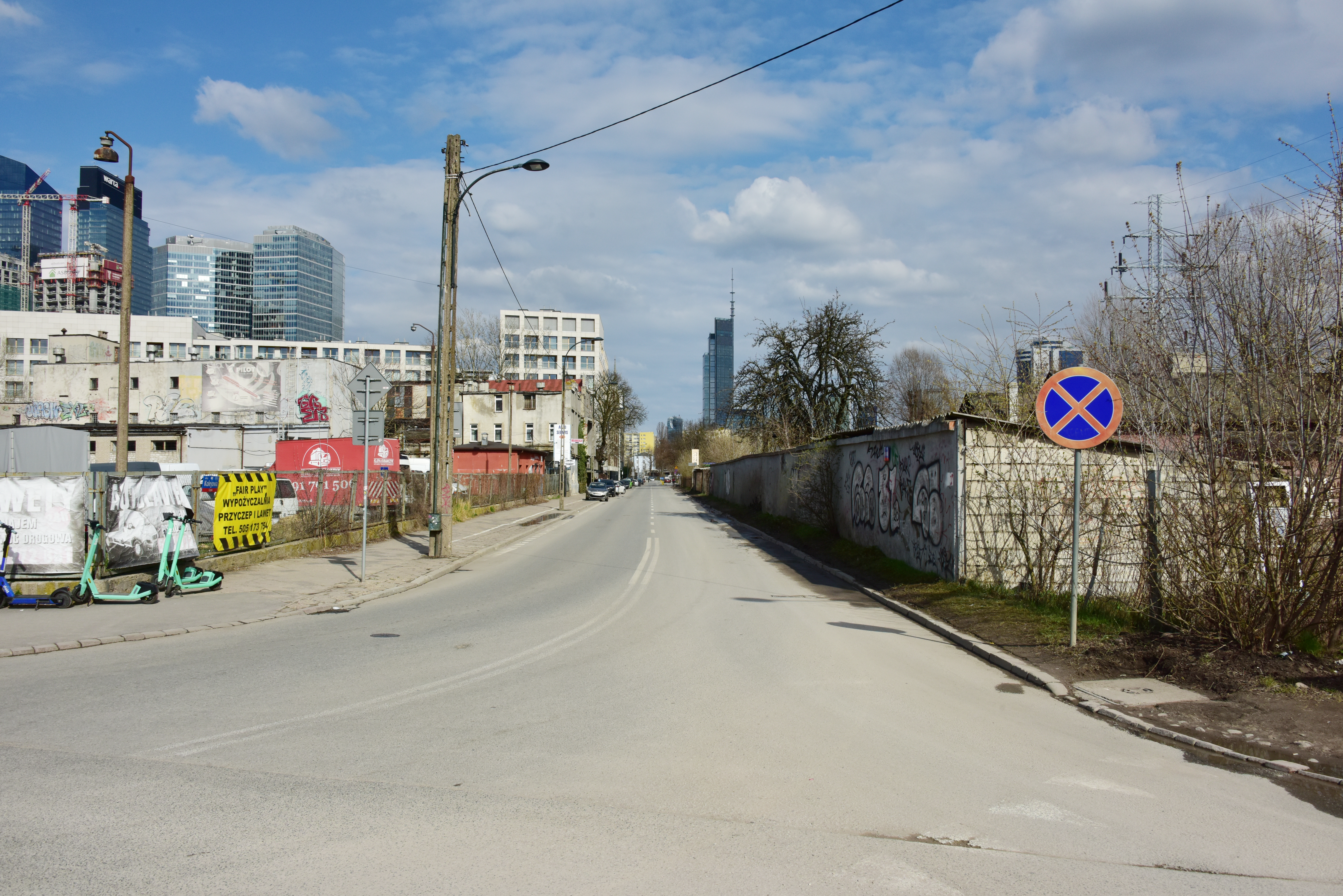
Ulica Kolejowa przy ulicy Przyokopowej, widok w kierunku wschodnim (2023)

Ulica Kolejowa – jedna z ulic warszawskiej Woli znajdująca się na osiedlu Czyste. Jest przedłużeniem ul. Prądzyńskiego, biegnąca od skrzyżowania z ul. Sławińską do ul. Towarowej. 

## Historia
Ulica Kolejowa powstała krótko przed rokiem 1875 jako droga podwalna, powiązana z Okopami Lubomirskiego, od których pochodzi także nazwa jednej z przecznic – ul. Przyokopowej. Linię wałów miejskich przesunięto ówcześnie nieco na zachód tak, by obejmowały infrastrukturę kolejową i torowiska stacji towarowej Kolei Warszawsko-Wiedeńskiej. Okopy Lubomirskiego zniesiono już po około 10 latach, tworząc zgodną z ich przebiegiem ulicę zwaną Zaokopową, będącą przedłużeniem odcinka dawnej Drogi Królewskiej, czyli obecnej ul. Ignacego Prądzyńskiego, odciętego torami kolejowymi od innych jej części – ulic Nowowiejskiej i Niemcewicza.
Rozwój i dzieje ulicy Zaokopowej związane są nierozerwalnie z istnieniem bocznic i torów Kolei Warszawsko-Wiedeńskiej; pierwszymi wzniesionymi tutaj obiektami były wielkie hale magazynów kolejowych, budowane od ok. roku 1896 pod nr. 8/10. Proces ich rozbudowy trwał do około roku 1930; ostatecznie wypełniły niemal całą parzystą stronę ulicy. Równocześnie, już przed rokiem 1888 przy Zaokopowej pojawił się pierwszy zakład przemysłowy – warsztaty kotlarskie Bańkowskiego, przejęte pod koniec XIX wieku przez zakłady metalowe "Borman i Szwede" z ul. Srebrnej. Przy ulicy zwanej już od roku 1901 Kolejową działał w latach 1907-1911 znany zakład elektrotechniczny "Bracia Borkowscy", jednak ostatecznie przeniósł się na praski brzeg, na ul. Grochowską. Na opuszczonej posesji i kilku sąsiednich placach pod ogólnym numerem 57 w roku 1920 wybudowano ogromne hale produkcyjne Warszawskiej Spółki Akcyjnej Budowy Parowozów, znanej od 1935 roku jako Wytwórnia Parowozów Spółki Akcyjnej Wielkich Pieców i Zakładów Ostrowieckich; owe zabudowania sięgnęły aż do nieistniejącego dziś odcinka ul. Karolkowej. Pierwszy parowóz wybudowany w zakładach na ul. Kolejowej nosił oznaczenie Tr12.
Istotną rolę w okolicy odgrywały firmy powiązane z przemysłem metalowym: pod nr. 37/39 w roku 1904 powstała odlewnia metali W. Ambroziewicza, pod nr. 51 działała założona w roku 1887 niewielka fabryka narzędzi służących do obróbki metali J. Dziewulskiego. Innym zakładem o zbliżonym profilu działającym w bliskiej okolicy była fabryka pił tnących "Gloria" z siedzibą przy ul. Zwrotniczej 8 A. W latach 1905–1908 powstały zabudowania Elektrowni Tramwajowej, przypisane numeracji ul. Przyokopowej, lecz odcinające wylot Kolejowej na ul. Grzybowską. Nieco na południe od budynków elektrowni od lat dwudziestych XX wieku działały Warszawskie Zakłady Przemysłowe Wyrobu Drożdży; w zbliżonym okresie u zbiegu z ul. Zwrotniczą powstały przypisane jej numeracji składy opałowe oraz budynki administracyjne górnośląskiego koncernu węglowego "Robur".
Poza dwoma niewielkimi domkami na terenach kolejowych, przy ulicy Kolejowej nigdy nie wzniesiono obiektów mieszkalnych. W roku 1939 straty spowodowane bombardowaniami nie były wielkie. Również powstanie roku 1944 przyniosło nieduże straty, głównie w obrębie Elektrowni Tramwajowej oraz Wytwórni Parowozów. W okresie powojennym po nacjonalizacji fabryki parowozów przekształcono ją w Warszawskie Zakłady Maszyn Budowlanych im. Ludwika Waryńskiego (obecnie: Bumar-Waryński); nowa fabryka wchłonęła część dawnej ul. Kolejowej. Końcowy fragment przy elektrowni całkowicie przestał istnieć, odcięty wcześniej przedłużeniem ul. Marcina Kasprzaka. Do lat 80. przetrwał odcinek na terenie zakładów Bumar-Waryński, jednak już wcześniej wytyczono go na nowo nieco na południe, na przedłużeniu początkowego fragmentu.
Po zburzeniu w 2007 budynków Bumaru w ich miejscu od 2010 powstaje etapami osiedle 19. Dzielnica.